# Delta Muscae
Delta Muscae is de op twee na helderste ster in het sterrenbeeld Vlieg. De ster is niet te zien vanuit de Benelux.
De ster is een spectroscopische dubbelster. Dat betekent dat men de afzonderlijke sterren niet met een telescoop kan onderscheiden, maar dat het bestaan van het systeem afgeleid is van het dopplereffect.
Op twee derden van een graad ten westnoordwesten van delta Muscae is de bolvormige sterrenhoop NGC 4833 te vinden.